# Searsport
Searsport ist eine Town im Waldo County des Bundesstaates Maine in den Vereinigten Staaten. Im Jahr 2020 lebten dort 2649 Einwohner in 1514 Haushalten auf einer Fläche von 110,15 km². Der Census-designated place Searsport umfasst ein Gebiet von 14,3 km² im Bereich des Zentrums von Searsport.

## Geographie
Nach dem United States Census Bureau hat Searsport eine Gesamtfläche von 110,15 km², von der 74,20 km² Land sind und 35,95 km² aus Gewässern bestehen.

### Geographische Lage
Searsport liegt im Osten des Waldo Countys an der Penobscot Bay des Atlantischen Ozeans. Im Nordwesten grenzt der Swan Lake und im Nordosten der Halfmoon Pond an das Gebiet. Weiter südlich liegen der Cain Pond und der McClure Pond. Die Oberfläche ist eher eben, jedoch ragt zentral der 226 m hohe Mount Ephraim
empor.

### Nachbargemeinden
Alle Entfernungen sind als Luftlinien zwischen den offiziellen Koordinaten der Orte aus der Volkszählung 2010 angegeben.
- Norden: Frankfort, 14,2 km
- Osten: Prospect, 11,3 km
- Südosten: Stockton Springs, 8,5 km
- Süden: Islesboro, 19,2 km
- Südwesten: Belfast, 9,3 km
- Westen: Swanville, 8,5 km

### Stadtgliederung
In Searsport gibt es mehrere Siedlungsgebiete: Blacks, Dodge Corner, Kidders, North Searsport, Park, Searsport und West Prospect. Die Siedlung in der Nähe des Swan Lakes wurde früher Goose Pond Settlement genannt.

### Klima
Die mittlere Durchschnittstemperatur in Searsport liegt zwischen −6,7 °C (20 °F) im Januar und 20,6 °C (69 °F) im Juli. Damit ist der Ort gegenüber dem langjährigen Mittel der USA um etwa 9 Grad kühler. Die Schneefälle zwischen Oktober und Mai liegen mit bis zu zweieinhalb Metern mehr als doppelt so hoch wie die mittlere Schneehöhe in den USA; die tägliche Sonnenscheindauer liegt am unteren Rand des Wertespektrums der USA.

## Geschichte
Das Gebiet von Searsport wurde ab den 1670er Jahren besiedelt. Ein Teil gehörte zur Old Frankford Plantation, weitere Teile von Prospekt und der östliche Teil von Belfast wurden hinzugenommen, um die Town Searsport zu gründen. Als Town wurde Searsport am 13. Februar 1845 organisiert.
Benannt wurde sie nach David Sears aus Boston, der zusammen mit 9 weiteren Siedlern Land in der Gegend aufkaufte, welches zuvor zum Waldo Patent von Samuel Waldo gehörte.
Im 19. Jahrhundert gab es im Hafen von Searsport 17 Werften, in denen etwa 200 Schiffe gebaut wurden, zudem stammen mehr als 500 Kapitäne auf Handelsschiffen aus Searsport. Sie stammten aus etwa 20 Familien, in denen fast alle männlichen Familienmitglieder Kapitäne waren. Im "Kapitänsbuch" sind unter anderem mehrere Kapitäne mit den Namen Blanchard (16), Carver (24), Colcord (16), Curtis (12), Colson (9), Gilkey (15), Griffin (15) und McGilvery (8), Merithew (8), Nichols / Nickels (40), Park (28), Pendleton (24) und viele weitere verzeichnet. Viele der Kapitänshäuser befinden sich noch in der Town und einige wurden unter Denkmalschutz gestellt. Das Penobscot Marine Museum in der Stadt erinnert an dieses Erbe.
Es gibt zwei Gebiete mit industriellem Potenzial in der Penobscot Bay. Sears Island, eine Halbinsel, die durch einen Damm mit dem Festland verbunden ist. Auf ihr befanden sich mehrere industrielle Anlagen, wie ein Kernkraftwerk, Aluminiumschmelze, Kohlegenerator, Fracht- und Containerhafen mit Tiefwasserzugang und Flüssigerdgas-Terminal. Heute ist die Halbinsel im Besitz des Bundesstaates Maine und etwa zwei Drittel wurden unter Schutz gestellt. In der Nähe von Mac Point befindet sich das „Searsport Terminal“ der Irving Corporation, das den Schienen- und LKW-Transport mit seinen Lagereinrichtungen verbindet.
Durch die Central Maine and Quebec Railway, die heute zur Canadian Pacific Railway gehört, ist Searsport an das amerikanische Eisenbahnnetz angeschlossen.

### Einwohnerentwicklung
| Volkszählungsergebnisse – Town of Searsport, Maine | Volkszählungsergebnisse – Town of Searsport, Maine | Volkszählungsergebnisse – Town of Searsport, Maine | Volkszählungsergebnisse – Town of Searsport, Maine | Volkszählungsergebnisse – Town of Searsport, Maine | Volkszählungsergebnisse – Town of Searsport, Maine | Volkszählungsergebnisse – Town of Searsport, Maine | Volkszählungsergebnisse – Town of Searsport, Maine | Volkszählungsergebnisse – Town of Searsport, Maine | Volkszählungsergebnisse – Town of Searsport, Maine | Volkszählungsergebnisse – Town of Searsport, Maine |
| Jahr                                               | 1800                                               | 1810                                               | 1820                                               | 1830                                               | 1840                                               | 1850                                               | 1860                                               | 1870                                               | 1880                                               | 1890                                               |
| -------------------------------------------------- | -------------------------------------------------- | -------------------------------------------------- | -------------------------------------------------- | -------------------------------------------------- | -------------------------------------------------- | -------------------------------------------------- | -------------------------------------------------- | -------------------------------------------------- | -------------------------------------------------- | -------------------------------------------------- |
| Einwohner                                          |                                                    |                                                    |                                                    |                                                    |                                                    | 2208                                               | 2532                                               | 2282                                               | 2322                                               | 1693                                               |
| Jahr                                               | 1900                                               | 1910                                               | 1920                                               | 1930                                               | 1940                                               | 1950                                               | 1960                                               | 1970                                               | 1980                                               | 1990                                               |
| Einwohner                                          | 1349                                               | 1444                                               | 1373                                               | 1414                                               | 1319                                               | 1457                                               | 1838                                               | 1951                                               | 2309                                               | 2602                                               |
| Jahr                                               | 2000                                               | 2010                                               | 2020                                               | 2030                                               | 2040                                               | 2050                                               | 2060                                               | 2070                                               | 2080                                               | 2090                                               |
| Einwohner                                          | 2641                                               | 2615                                               | 2649                                               |                                                    |                                                    |                                                    |                                                    |                                                    |                                                    |                                                    |

## Kultur und Sehenswürdigkeiten

### Museen
Das Penobscot Marine Museum liegt am Highway 1. In historischen Gebäuden stellt es Exponate zur Geschichte von Schiffskapitänen und ihren Familien, den Industrien der Penobscot Bay, dem globalen Seehandel und der heutigen Fischerei aus.

### Bauwerke
In Searsport wurden mehrere Bauwerke und zwei Distrikte ins National Register of Historic Places aufgenommen.
- East Main Street Historic District, 1991 unter der Register-Nr. 91001815.[13]
- Searsport Historic District, 1979 unter der Register-Nr. 79000168.[14]

- Carver Memorial Library, 1993 unter der Register-Nr. 93001113.[15]
- College Club Inne, 2000 unter der Register-Nr. 00000377.[16]
- Capt. John McGilvery House, 1983 unter der Register-Nr. 83003685.[17]
- Capt. William McGilvery House, 1983 unter der Register-Nr. 83003686.[18]
- Capt. John P. Nichols House, 1983 unter der Register-Nr. 83000476.[19]
- James G. Pendleton House, 1995 unter der Register-Nr. 95000218.[20]
- Mortland Family Farm, 1991 unter der Register-Nr. 91001510.[21]
- Penobscot Marine Museum, 1970 unter der Register-Nr. 70000088.[22]
- Union Hall, 1986 unter der Register-Nr. 86000478.[23]
- Union School, 1993 unter der Register-Nr. 93000203.[24]

## Wirtschaft und Infrastruktur

### Verkehr
Der U.S. Highway 1 verläuft entlang der Küstenlinie von Searsport. Die im Güterverkehr genutzte Bahnstrecke South Lagrange–Searsport endet in Searsport.

### Öffentliche Einrichtungen
Es gibt keine medizinischen Einrichtungen in Searsport. Die nächstgelegenen befinden sich in Belfast.

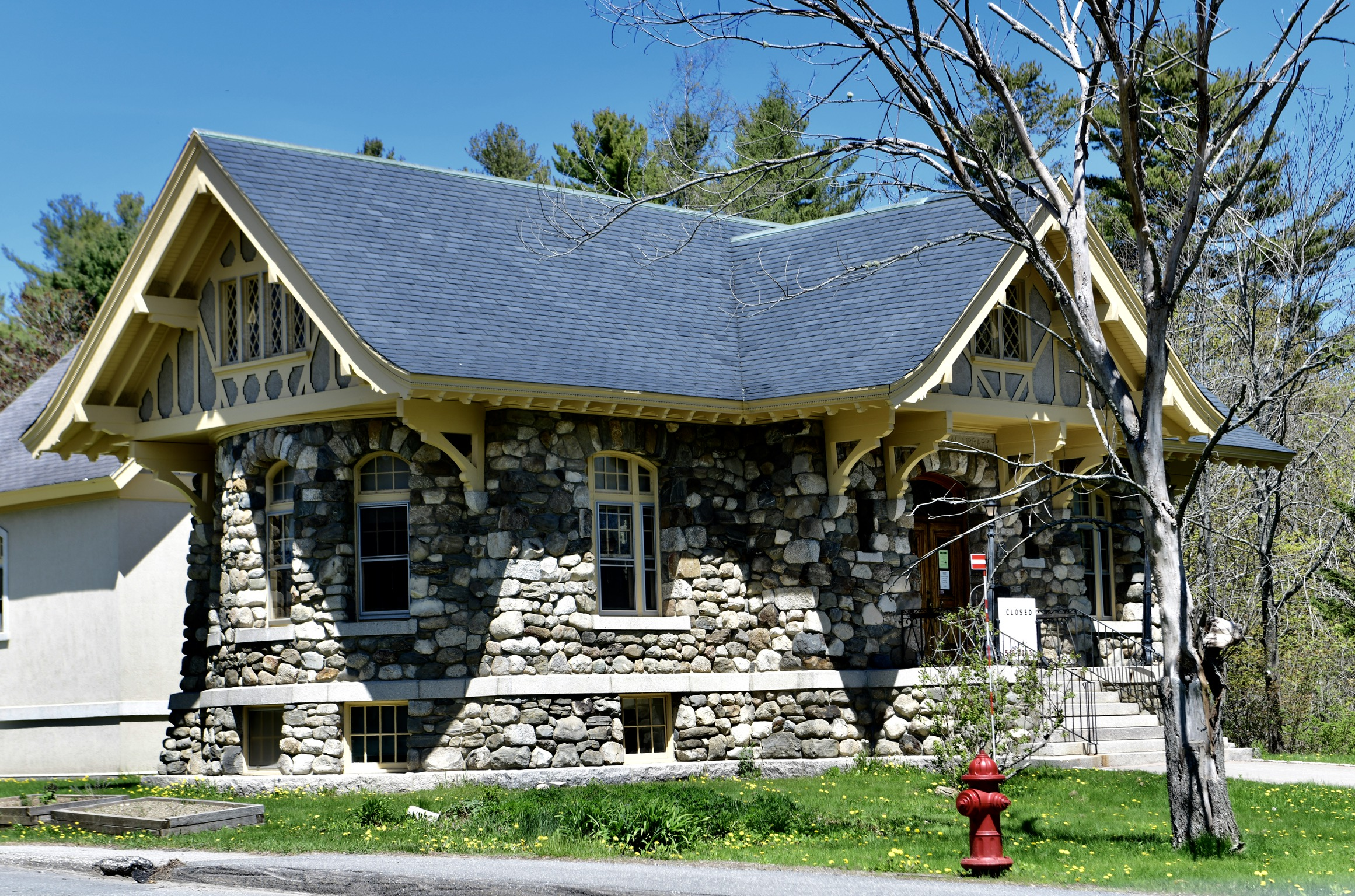
Carver Memorial Library

Die Carver Memorial Library geht auf die Schenkung von Büchern durch David Sears im Jahr 1871 zurück. Diese, sowie die Bücher der Searsport Library Association, stellten den Grundstock der Sears Public Library dar. Die Bücherei hatte zunächst ihr Zuhause in angemieteten Räumen im ersten Stock im Phineas Pendleton Block. Durch eine Schenkung der Witwe von George A. Carver sowie weiteren Verwandten Carvers konnte ein eigenes Gebäude für die Bücherei errichtet werden. Das Gebäude wurde 1909 mit Steinen von der Carver-Farm gebaut und am 13. Oktober 1910 eingeweiht. Das Gebäude steht unter Denkmalschutz.

### Bildung
Searsport gehört mit Stockton Springs zur RSU #20.
Im Schulbezirk werden folgende Schulen angeboten:
- Searsport Elementary School in Searsport
- Searsport District Middle School in Searsport
- Searsport District High School in Searsport

## Persönlichkeiten

### Söhne und Töchter der Stadt
- Roswell K. Colcord (1839–1939), Politiker und Gouverneur des Bundesstaates Nevada
- Joanna Carver Colcord (1882–1960), Sozialarbeiterin und Autorin
- Lincoln Colcord (1883–1947), Journalist und Autor
- Ephraim K. Smart (1813–1872), Politiker